# Pavel Fasner
Pavel Fasner (* 27. dubna 1965) je bývalý český fotbalista.

## Fotbalová kariéra
V české lize hrál za FK Teplice. Nastoupil v 9 ligových utkáních. Ve druhé lize hrál i za FK Ústí nad Labem a FC MUS Most.

## Ligová bilance
| Ročník                               | Zápasy | Góly | Klub                  |
| ------------------------------------ | ------ | ---- | --------------------- |
| Česká národní fotbalová liga 1986/87 | 13     | 1    | TJ Sklo Union Teplice |
| Česká národní fotbalová liga 1987/88 | 16     | 3    | TJ Sklo Union Teplice |
| 2. česká fotbalová liga 1994/95      | -      | 1    | FK Frydrych Teplice   |
| 1. česká fotbalová liga 1996/97      | 9      | 0    | FK Teplice            |
| 2. česká fotbalová liga 1996/97      | 14     | 2    | FK Ústí nad Labem     |
| 2. česká fotbalová liga 1997/98      | 9      | 1    | FC MUS Most           |
| CELKEM 1. liga                       | 9      | 0    |                       |